# Fruchtbarkeitssymbol
In allen Kulturen der Welt gibt es Fruchtbarkeitssymbole. Diese können jedoch sehr unterschiedlich sein oder aber auch miteinander übereinstimmen.

## Hintergrund
Generell fallen unter diesen Begriff unterschiedliche Gegenstände, Bilder, symbolische Handlungen und Ähnliches, die der Steigerung der Fruchtbarkeit oder der Zeugungsfähigkeit dienen sollen. Bei Naturvölkern werden teilweise kulturelle Handlungen vorgenommen, die der Verehrung dieser Symbole dienen. Dies können Pflanzen, Tiere, Gegenstände, einfache Zeichen oder menschliche Figuren sein.

## Sammlung von Fruchtbarkeitssymbolen
Menschlich
- Kleinkind, dem Brautpaar in den Schoß gelegt
- Frauendarstellungen allgemein (unter anderem die traditionelle Interpretation steinzeitlicher „Venusfigurinen“)
- Matronen, zumeist drei Muttergöttinnen mit Neugeborenen, Brot und Früchten als Fruchtbarkeitssymbolen[1]
- die weibliche Brust
- dichte Beinbehaarung bei Frauen – Teile Asiens
- schlanke weibliche Tonfiguren – Indus-Kultur
- Phallus[2]
- Idol von Pomos

Minerale
- Rosenquarz[3]

Mythologie
- Venus von Willendorf sowie Venus II und  III (österr. Fundstück) – jüngere Altsteinzeit
- Adonis von Zschernitz – jüngere Linienbandkeramik
- Ithyphallos – antikes Griechenland
- Thyrsos – griechische Mythologie
- Herkuleskeule – Antikes Griechenland Römisches Reich im 2. und 3. Jahrhundert
- Donarskeule – Frühmittelalter

Pflanzenwelt
- Baum des Lebens
- Apfel
- Chi-Chi (Auswüchse) des Ginkgos – Japan
- Granatapfel[4]
- Quitte
- Samen der Saubohne
- Mandel/Nuss – Antike
- Mistel
- Pinienzapfen – Antike
- Walnuss
- Reis
- Rute des Nikolaus
- Schlehen

Tierwelt
- Fisch indigene Völker Südamerikas,[5] Assam, Burma, Indien, Israel, Japan
- Kröte/Frosch
- Schwan
- Schweine
- Hase/Osterhase – bei den Griechen, Römern und in der heidnischen Mythologie
- Eier/Ostereier – Altes Ägypten, heidnische und germanische Mythologie
- Henne und Hahn – germanische Mythologie
- Hirschgeweih keltische Mythologie
- Goldenes Kalb – Israel[6]
- Stier (z. B. Adads Symboltier) – mesopotamische Mythologie
- Stierhoden
- Krokodil – Gambia/Westafrika[7]
- Rind – in Ulysses von James Joyce
- Eselskinnbacken
- Tigermuschel Cypraea tigris eine Kaurischneckenart – Frühmittelalter aufgrund ihres vulvaförmigen Porzellanköpers
- Taube – bei den Babyloniern

Zeichen
- Swastika – Indien
- Thurisaz – germanisches Runenzeichen des Gottes Thor. Er gilt neben Freyr als ein Gott der Fruchtbarkeit und des Wachstums.[8]

Gegenstände
- Adu, hölzerne Götzenbilder mit großen Genitalien in Indonesien[9]
- Brisingamen, die Halskette der germanischen Göttin Freyja. Diese Halskette steht mit den vier Elementen Erde, Wasser, Feuer und Luft im Zusammenhang, „die, wenn sie in ausgeglichener Beziehung Zusammenarbeiten, Fruchtbarkeit bewirken.“ Zudem war einer der Namen Freyjas „Syr“ (Muttersau) da das weibliche Schwein als Fruchtbarkeitssymbol galt.[10]
- Löwenstatue in Hamadan
- Maibaum
- „Si Jagur“ (portugiesische Kanone)[11]
- Zemi (Karibik)
- gefüllter Kessel (Keltischer Kesselkult)[12]

## Christlichen Fruchtbarkeitssymbole
Hase
Der Hase galt bei den Römern als Fruchtbarkeitssymbol. Ein Grund ist, dass eine Häsin im Jahr etwa drei- bis viermal Junge wirft. Im deutschsprachigen Bereich ist der Hase seit Beginn des 20. Jahrhunderts als „Oster-Bote“ bekannt und soll durch seine Symbolträchtigkeit die Freude über den Frühling widerspiegeln. Bereits in bei den Griechen galt der Hase, dessen Fruchtbarkeit außer Zweifel stand, als heiliges Tier und Begleitendes Attribut der Liebesgöttin Aphrodite. Bei den Römern versprach der Verzehr einer Portion Hasenfleisch durch eine Frau Abhilfe gegen versagte Mutterfreuden. Den Männer hingegen galt der Verzehr als Mittel das Geschlecht des gezeugten Kindes zu beeinflussen und so männliche Nachkommen zu zeugen. Wie tief dieser Glaube an die Wirkung auf die Fruchtbarkeit saß, zeigt ein durch Papst Zacharias im Jahr 751 ausgesprochenes Verbot des Verzehrs von Hasenfleisch, das dazu dienen sollte die Triebhaftigkeit des Tieres nicht auf die Menschen zu übertragen. Die germanische Frühlingsgöttin Ostara wurde ebenfalls mit einem Hasen als Symbol der Fruchtbarkeit begleitet.
Ei
Das Ei wird in vielen Ländern als Symbol der Fruchtbarkeit und als Zeichen immer wiederkehrenden Lebens verehrt. Schon vor etwa 5000 Jahren verschenkten die Chinesen bunt gefärbte Eier zum Frühlingsanfang. Auch die alten Ägypter sowie die Germanen kannten das Ei als Fruchtbarkeitszeichen. Im christlichen Sinne ist das Ei das Symbol für die Auferstehung. So wie Jesus bei seiner Auferstehung das Felsengrab geöffnet hat, durchbricht beim Schlüpfen neues Leben die Eierschale. Rotgefärbte Eier sind bereits aus China bekannt. Rot ist die Farbe des Lebens, der Sonne, aber auch die Farbe des Blutes, das Jesus für die Menschheit vergossen hat.
Nikolaus
Die Verehrung des Heiligen Nikolaus geht auf das 11. Jahrhundert zurück, er gilt in der Legende als gütiger Bischof, der goldene Äpfel, Nüsse und Birkenruten an Kinder verteilt. Zu seinen heidnischen Begleitern gehört die Frau Perchta, deren Charakter sich vom Kinderschreck zur Kinderbringerin gewandelt hat.

## Missbrauch
Beispiel: Swastika

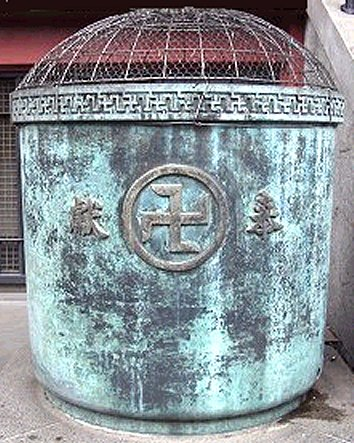
Ursprüngliche Swastika

Das indische Fruchtbarkeitssymbol, die Swastika, wurde von den Nationalsozialisten zum Hakenkreuz gespiegelt und als Symbol für ihre Herrschaft missbraucht.